# Дианконела-Миссенге, Жудит
Жудит Патрисия Дианконела-Миссенге (фр. Judith Patricia Diankoléla-Missengué; род. 12 февраля 1968) — конголезская легкоатлетка, выступавшая в беге на короткие дистанции. Участница летних Олимпийских игр 1988 года.

## Биография
Жудит Дианконела-Миссенге родилась 12 февраля 1968 года.
В 1987 году участвовала в чемпионате мира по лёгкой атлетике в Риме. В беге на 100 метров выбыла в 1/8 финала, заняв 6-е место в забеге с результатом 12,84 секунды.
В 1988 году вошла в состав сборной Республики Конго на летних Олимпийских играх в Сеуле. В беге на 100 метров в забеге 1/8 финала заняла последнее, 8-е место, показав результат 12,14 и уступив 0,54 секунды попавшей в четвертьфинал с 5-го места Жюли Рошело из Канады. В беге на 200 метров заняла в забеге 1/8 финала 7-е место с результатом 25,20, уступив 1,59 секунды попавшей в четвертьфинал с 4-го места Луизе Стюарт из Великобритании.

## Личные рекорды
- Бег на 100 метров — 12,02 (1989)[5]
- Бег на 200 метров — 25,19 (1988)[5]